# رباط متصالب للفهقة
الرِّباطُ المُتَصَالِبُ للفَهْقَة أو الرِّباطُ المُتَصَالِبُ للأطلسية هو رباط ذو شكل صليبي في الرقبة وتُشكّل جزءً من المفصل الأطلسي المحوري .
يتكون من الرِّباطُ المُسْتَعْرِضُ للفَهْقَة بجانب ألياف إضافية من الأعلى والأسفل. تُعرف هذه الألياف باسم «الأشرطة الطولانية».